# Инау

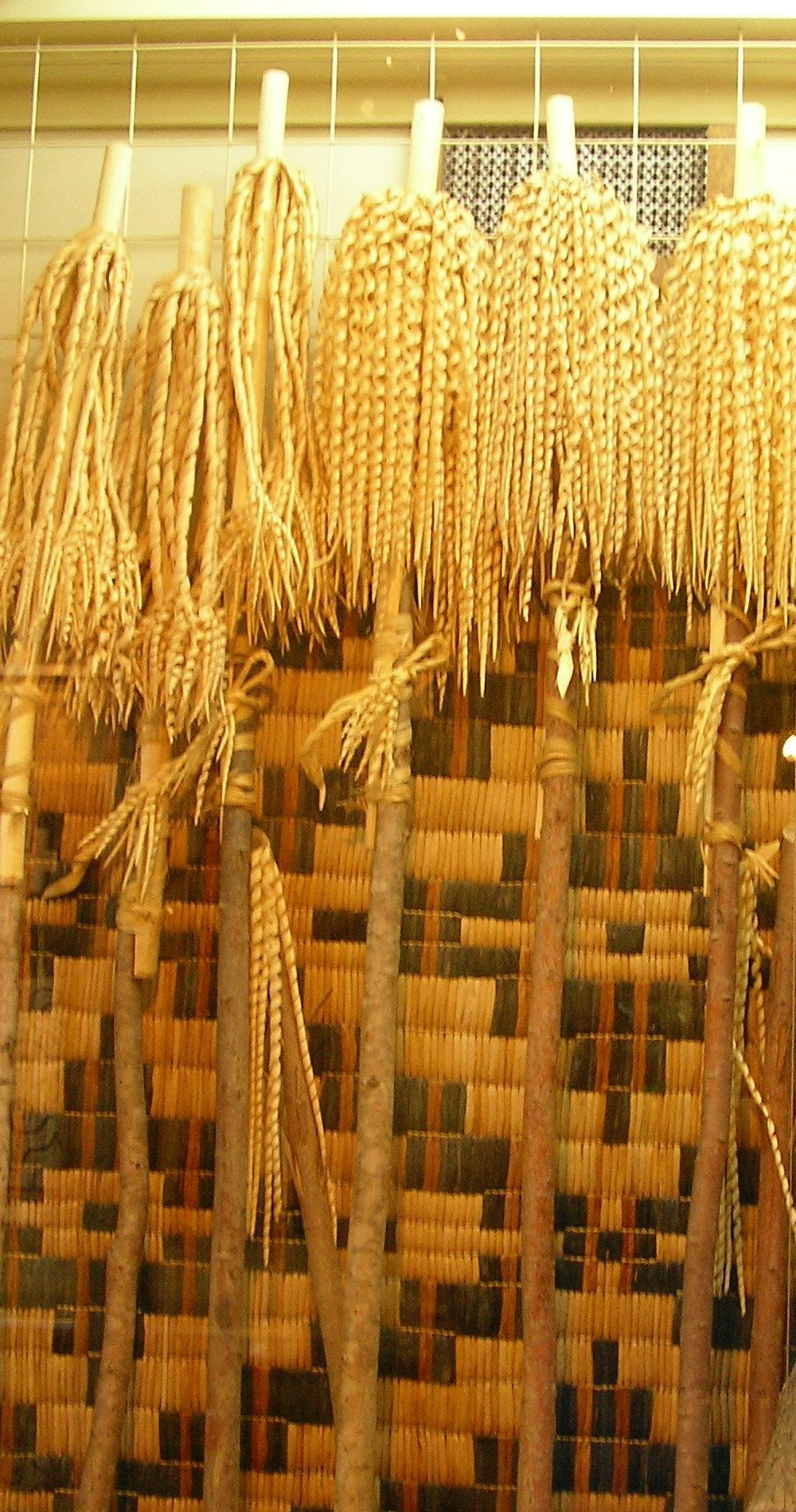

Инау — имеющие относительно человекоподобный облик палочки с завивающейся древесной стружкой, использующиеся айнами и некоторыми другими народами Дальнего Востока (нанайцами, нивхами) с целью совершения ритуалов, связанных с охотой, родами, а также как обереги и для обращения к духам-камуям. Инау могут различаться по длине, толщине и форме в зависимости от того, к какому именно камую и с какой целью с их помощью предполагается обращаться.
Точная этимология слова «инау» неизвестна, но, по некоторым предположениям, оно происходит от маньчжурского ᡳᠯᡥᠠ/ilha — «цветок». Для изговления инау используется ветвь дерева, которая сначала очищается, а затем с помощью специального ножа осуществляется нарезка тонких вьющихся стружек, образующих пучок. Иногда инау могли оснащаться наконечниками.
Известно, что некоторые инау уничтожались практически сразу после изготовления (например, сжигались в специальных очагах в ходе некоторых ритуалов) или вскоре (например, призванные способствовать исцелению заболевшего человека — после его выздоровления); сохранение таких палочек дольше необходимого времени считалось вредным и опасным. Вместе с тем инау, предназначенные для посредничества с добрыми камуями, могли храниться очень долго и становиться своеобразными украшениями жилища, двора или головного убора. Кража инау рассматривалась в айнском обществе как одно из самых тяжких преступлений.